# علم أصول تدريس الصوت
علم أصول تدريس الصوت (بالإنجليزية: Vocal Pedagogy)‏ هو دراسة فن وعلم تعلُّم الصوت. يُستخدم في تعليم الغناء ويساعد في تحديد ماهية الغناء وكيف يعمل الغناء وكيفية إنجاز تقنية الغناء.
يغطي علم التربية الصوتية مجموعة واسعة من جوانب الغناء، بدءًا من العملية الفسيولوجية لإنتاج الصوت إلى الجوانب الفنية لتفسير الأغاني من مختلف الأنواع أو العصور التاريخية. تشمل مجالات الدراسة النموذجية ما يلي:
- التشريح وعلم وظائف الأعضاء البشرية كما يتعلق بالعملية الجسدية للغناء.
- التنفس ودعم الهواء للغناء
- أوضاع [الإنجليزية] الغناء
- تصويت الكلام
- الرنين الصوتي [الإنجليزية] أو إسقاط الصوت [الإنجليزية]
- الإلقاء والحروف المتحركة والنطق
- التسجيل الصوتي
- سوستينوتو [الإنجليزية] وليجاتو [الإنجليزية] للغناء
- عناصر الغناء الأخرى مثل توسيع النطاق وجودة النغمة وفيبراتو والكولوراتورا [الإنجليزية]
- صحة الصوت واضطرابات الصوت المتعلقة بالغناء
- الأنماط الصوتية، مثل تعلم غناء الأوبرا أو الحزام أو الأغنية الفنية [الإنجليزية]
- علم الصوتيات
- تصنيف الصوت

كل هذه المفاهيم المختلفة تشكل جزءًا من تطوير تقنية الصوت. ليس لدى جميع مدرسي الصوت [الإنجليزية] نفس الآراء في كل موضوع من موضوعات الدراسة مما يسبب اختلافات في الأساليب التربوية وتقنيات الصوت.

## التاريخ

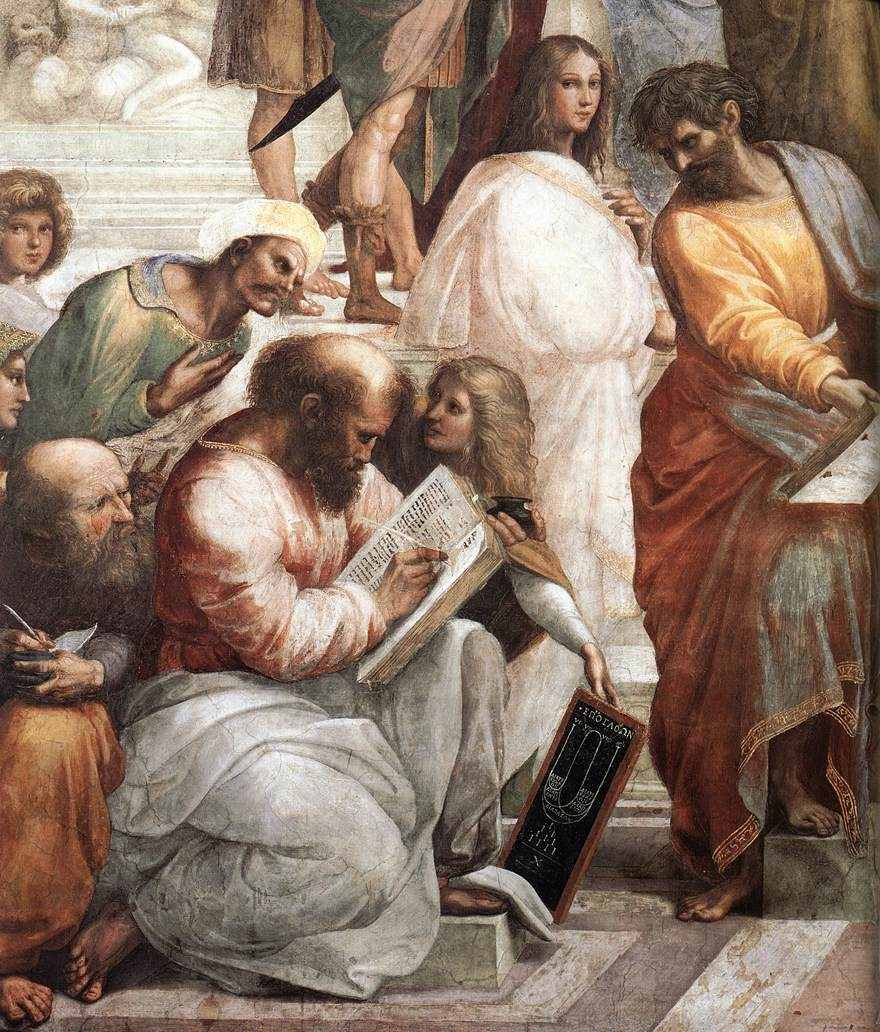
فيثاغورس

في الثقافة الغربية، بدأت دراسة علم أصول التدريس الصوتي في اليونان القديمة. درس علماء مثل أليبيوس وفيثاغورس فن الغناء ودوّنوا ملاحظاتهم عليه. مع ذلك، ليس من الواضح ما إذا كان الإغريق قد طوروا نهجًا منهجيًا لتعليم الغناء، إذ لا توجد حتى اليوم سوى القليل من الكتابات حول هذا الموضوع.
وُضع أول سجل باقٍ لنهج منهجيّ لتعليم الغناء في أديرة الكنيسة الكاثوليكية الرومانية في العصور الوسطى في وقت ما قرب بداية القرن الثالث عشر. وكما هو الحال مع مجالات الدراسة الأخرى، كانت الأديرة مركز الحياة الفكرية الموسيقية خلال العصور الوسطى، وكرّس العديد من رجال الأديرة وقتهم لدراسة الموسيقى وفن الغناء. وكان للراهبان يوهانس دي غارلانديا [الإنجليزية] وجيروم من مورافيا [الإنجليزية] تأثير كبير في تطوير نظام تعليمي صوتي، إذ كانا أول من وضع مفهوم المستويات الصوتية [الإنجليزية]. حدد هذان الرجلان ثلاثة مستويات: صوت الصدر [الإنجليزية]، وصوت الحلق وصوت الرأس [الإنجليزية] (الصدر والبطن والرأس). ومع ذلك، فإن مفهومهم لصوت الرأس أقرب إلى فهم التربويين المعاصرين لسجل الفالسيتو [الإنجليزية]. وشملت المفاهيم الأخرى التي نوقشت في النظام الرهباني الرنين الصوتي [الإنجليزية] وتصنيف الصوت ودعم التنفس والإلقاء وجودة النغمة على سبيل المثال لا الحصر. أثرت الأفكار التي تطورت داخل النظام الرهباني بشكل كبير على تطور علم أصول التدريس الصوتي على مدى القرون العديدة التالية، بما في ذلك أسلوب بل كانتو للغناء.
مع بداية عصر النهضة في القرن الخامس عشر، بدأت دراسة الغناء تنتقل خارج نطاق الكنيسة. أصبحت بلاطات الرعاة الأثرياء، مثل دوقات بورغندي الذين دعموا المدرسة البورغندية [الإنجليزية] والمدرسة الفرنسية الفلمنكية، مراكز علمانية لدراسة الغناء وجميع مجالات الدراسة الموسيقية الأخرى. ومع ذلك، استندت أساليب التدريس الصوتي التي تُدرّس في هذه المدارس إلى المفاهيم التي تطورت داخل النظام الرهباني. تلقى العديد من معلمي هذه المدارس تدريبهم الموسيقي الأولي من الغناء في جوقات الكنائس في طفولتهم. ظلت الكنيسة أيضًا رائدة في مجال التأليف الموسيقي في ذلك الوقت، وظلت مؤثرة للغاية في تشكيل الأذواق والممارسات الموسيقية داخل الكنيسة وخارجها. كانت الكنيسة الكاثوليكية أول من روّج لاستخدام مغني الكاستراتو [الإنجليزية] في القرن السادس عشر، مما أدى في النهاية إلى شيوع أصوات الكاستراتو في أوبرا  الباروك والكلاسيكية.
في حين حافظت الكنيسة على هيمنتها على الحياة الفكرية والثقافية، إلا أن هناك أمثلة فردية لكتّاب في مجال التربية الصوتية من تلك الفترة، من خارج الكنيسة، طرحوا طرقًا جديدة للتفكير والحديث عن فن الغناء؛ على الرغم من افتقارهم إلى التأثير الأوسع للكتّاب الرهبان. كان الطبيب ومغني البلاط جيوفاني كاميلو مافي [الإنجليزية] أول كاتب في علم أصول التدريس الصوتي يُدمج المعرفة بفيزيولوجيا الصوت في نظرية الغناء في أطروحته "خطاب حول الصوت وطريقة الظهور بالغناء في الحلق، والمقياس الطبيعي أو الخيال الأكثر حلاوة فيما يتعلق بالأشياء المخفية والمرغوبة في الفلسفة" (البندقية، 1564).
لم يبدأ علم أصول التدريس الصوتي بالانفصال عن بعض الأفكار الراسخة للكتاب الرهبان وتطوير فهم أعمق للعملية الفيزيائية للغناء وعلاقتها بمفاهيم أساسية مثل تسجيل الصوت [الإنجليزية] والرنين الصوتي [الإنجليزية] إلا مع تطور الأوبرا في القرن السابع عشر. وخلال هذه الفترة أيضًا، بدأ ظهور معلمي صوت بارزين. يُعد جوليو كاتشيني مثالاً على معلم صوت [الإنجليزية] إيطالي بارز في بداياته. في أواخر القرن السابع عشر، بدأ أسلوب "البل كانتو" الغنائي بالتطور في إيطاليا. وكان لهذا الأسلوب الغنائي تأثير كبير على تطور الأوبرا وتطور أصول التدريس الصوتي خلال العصرين الكلاسيكي والرومانسي. خلال هذه الفترة، بدأ المعلمون والملحنون في تحديد المغنين من خلال أنواع صوتية أكثر تحديدًا، وكتابة أدوار لأنواع صوتية أكثر تحديدًا. ومع ذلك، لم تظهر أنظمة تصنيف أصوات أكثر وضوحًا، مثل نظام "فاخ" [الإنجليزية] الألماني، إلا في القرن التاسع عشر. واستُخدمت ضمن هذه الأنظمة مصطلحات أكثر وصفًا لتصنيف الأصوات، مثل السوبرانو كولوراتورا والسوبرانو الغنائي [الإنجليزية].

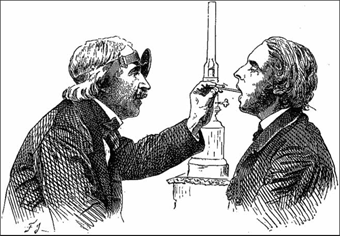
فحص آلية الصوت باستخدام تنظير الحنجرة، أواخر القرن التاسع عشر

واصل معلمو الصوت في القرن التاسع عشر تدريب المغنين على مهن الأوبرا. ويُعتبر مانويل باتريسيو رودريغيز غارسيا أحد أهم معلمي الصوت في القرن التاسع عشر، ويُنسب إليه تطوير منظار الحنجرة وبداية علم أصول التدريس الصوتي الحديث.

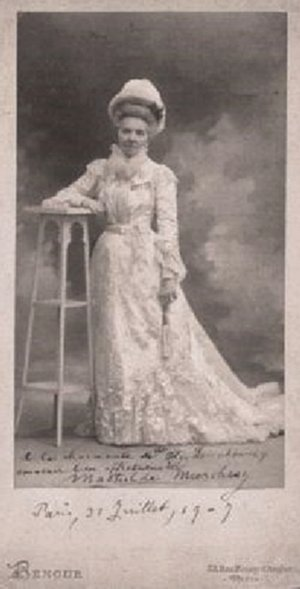
كانت ماثيلد مارشيسي مغنية ومعلمة غناء مهمة في مطلع القرن العشرين.

تطور مجال تدريس الصوت بشكل كامل في منتصف القرن العشرين. بدأ عدد قليل من معلمي الصوت الأمريكيين بدراسة علم التشريح وعلم وظائف الأعضاء في الغناء، وخاصة رالف أبلمان [الإنجليزية] في جامعة إنديانا، وأورن براون [الإنجليزية] في كلية الطب بجامعة واشنطن ولاحقًا مدرسة جوليارد، وويليام فينارد [الإنجليزية] في جامعة جنوب كاليفورنيا. أدى هذا التحول في نهج دراسة الغناء إلى رفض العديد من تأكيدات طريقة غناء بل كانتو، ولا سيما في مجالات التسجيل الصوتي والرنين الصوتي [الإنجليزية]. ونتيجة لذلك، يوجد حاليًا مدرستان فكريتان سائدتان بين معلمي الصوت اليوم، أولئك الذين يحافظون على المواقف التاريخية لطريقة بيل كانتو وأولئك الذين يختارون تبني فهم أكثر معاصرة قائم على المعرفة الحالية بتشريح الإنسان وعلم وظائف الأعضاء. وهناك أيضًا معلمون يستعيرون أفكارًا من كلا المنظورين، مما يخلق مزيجًا من الاثنين.
كان أبلمان وفينارد أيضًا جزءًا من مجموعة من مدربي الصوت الذين وضعوا دورات دراسية لمعلمي الصوت المبتدئين، مضيفين هذه الأفكار العلمية إلى التمارين القياسية والطرق التجريبية لتحسين تقنيات الصوت. وبحلول عام ١٩٨٠، بدأ إدراج موضوع علم أصول التدريس الصوتي في العديد من برامج شهادات الموسيقى الجامعية للمغنين ومعلمي الموسيقى الصوتية.
وقد ساهمت أعمال أحدث لمؤلفين مثل ريتشارد ميلر ويوهان سوندبيرج في زيادة المعرفة العامة لمعلمي الصوت، ولا تزال الجوانب العلمية والعملية لعلم أصول التدريس الصوتي قيد الدراسة والمناقشة من قبل المتخصصين. بالإضافة إلى ذلك، مكّن إنشاء منظمات مثل الرابطة الوطنية لمعلمي الغناء [الإنجليزية] (وهي الآن منظمة دولية لمعلمي الصوت) معلمي الصوت من بناء توافق أكبر حول عملهم، ووسّع نطاق فهم ما يفعله معلمو الغناء.

## مواضيع الدراسة

### الفلسفة التربوية
هناك ثلاثة مناهج رئيسية لتربية الصوت، ترتبط جميعها بكيفية استخدام الضوابط الميكانيكية والنفسية أثناء الغناء. يؤيد بعض مدربي الصوت نهجًا ميكانيكيًا متطرفًا، يرى أن الغناء يعتمد بشكل أساسي على إتقان الأجزاء الصوتية في الأماكن المناسبة وفي الوقت المناسب، وأن تُّصحح الأخطاء الصوتية بتوجيه الانتباه المباشر إلى الأجزاء التي لا تعمل بشكل جيد. على النقيض من ذلك، هناك مدرسة فكرية ترى أنه لا ينبغي توجيه الانتباه أبدًا إلى أي جزء من الآلية الصوتية، وأن الغناء يعتمد على إنتاج الصور الذهنية الصحيحة للنغمة المطلوبة، وأن تُّصحح الأخطاء الصوتية من خلال تعلم التفكير السليم وإطلاق العنان للمشاعر من خلال تفسير الموسيقى. ومع ذلك، يعتقد معظم مدربي الصوت أن الحقيقة تكمن في مكان ما بين هذين النقيضين، ويتبنون مزيجًا من هذين النهجين.

### طبيعة الأصوات الصوتية

#### فسيولوجيا إنتاج الصوت المنطوق
هناك أربع عمليات فيزيائية تشارك في إنتاج الصوت المنطوق: التنفس والنطق والرنين والنطق. تحدث هذه العمليات بالتسلسل التالي:
1. التنفس
2. يبدأ الصوت في الحنجرة
3. تستقبل الرنانات الصوتية الصوت وتؤثر عليه
4. تُشكّل المخارج الصوتية الصوت إلى وحدات واضحة

على الرغم من أنه يجب دراسة هذه العمليات الأربع بشكل منفصل، إلا أنها في الممارسة العملية تندمج في وظيفة واحدة منسقة. مع وجود مغني أو متحدث بارع، نادرًا ما يُذكر المرء بالعملية المعنية، لأن عقله وجسمه منسقان للغاية لدرجة أنه لا يدرك إلا الوظيفة الموحدة الناتجة. تنتج العديد من مشاكل الصوت عن نقص التنسيق في هذه العملية.

#### التنفس

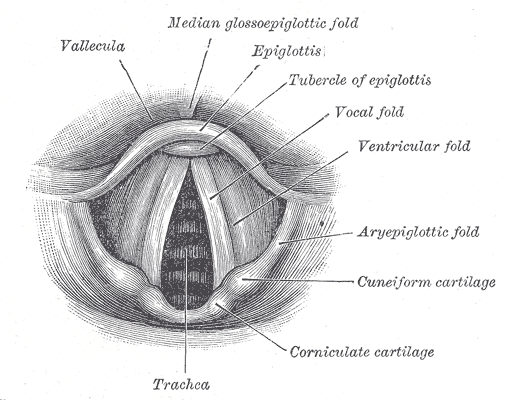
رسم تخطيطي تشريحي مُسمّى لـ الطيات الصوتية أو الحبال الصوتية

التنفس، بمعناه الأساسي، هو عملية دخول الهواء إلى الجسم وخروجه منه - شهيقًا وزفيرًا. يُنتَج الصوت في الحنجرة. لكن إنتاج الصوت لا يكون ممكنًا بدون مصدر طاقة: تدفق الهواء من الرئتين. يُحفّز هذا التدفق الطيات الصوتية لإنتاج الصوت. يُعدّ التنفس للغناء والكلام عمليةً أكثر تحكمًا من التنفس العادي المُستخدم للحفاظ على الحياة. وتُعدّ ضوابط الزفير مهمةً بشكل خاص في إتقان تقنية الصوت.

#### النطق
النطق هو عملية إنتاج الصوت المنطوق عن طريق اهتزاز الطيات الصوتية، والذي يُعدَّل بدوره عن طريق رنين المجرى الصوتي. ويحدث في الحنجرة عندما تُقرَّب الطيات الصوتية وتُطبَّق عليها ضغطات التنفس، مما يُؤدِّي إلى اهتزازها، مُسبِّبًا مصدرًا مسموعًا للطاقة الصوتية، أي الصوت، والذي يُمكن تعديله بعد ذلك من خلال الحركات النطقية لبقية الجهاز الصوتي. تُقرَّب الطيات الصوتية بشكل أساسي عن طريق عمل العضلات بين الطيات، التي تُشَدُّ الغضاريف الهرمية معًا.

#### الرنين

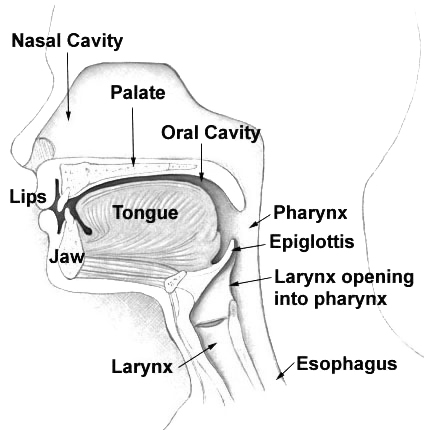

الرنين الصوتي هو العملية التي يُحسَّن بها جرس الصوت وشدته، سواءً أكان ناتجًا أساسيًا من عملية النطق أم لا، وذلك بفضل التجاويف المملوءة بالهواء التي يمرّ من خلالها في طريقه إلى الهواء الخارجي. ومن المصطلحات العديدة المرتبطة بعملية الرنين: التضخيم والإثراء والتكبير والتحسين والتكثيف والإطالة مع أن خبراء الصوتيات قد يشككون في معظمها في الاستخدام العلمي البحت. والنقطة الرئيسية التي يستخلصها المغني أو المتحدث من هذه المصطلحات هي أن نتيجة الرنين هي أو ينبغي أن تكون، إصدار صوت أفضل.
هناك سبع مناطق يُمكن إدراجها كمرنانات صوتية محتملة. هذه المناطق، بالترتيب من الأدنى إلى الأعلى، هي: الصدر والقصبة الهوائية والحنجرة نفسها والبلعوم وتجويف الفم وتجويف الأنف والجيوب الأنفية.
أظهرت الأبحاث أن الحنجرة والبلعوم وتجويف الفم هي الرنانات الرئيسية للصوت الصوتي، بينما لا يُؤخذ تجويف الأنف في الاعتبار إلا في الحروف الساكنة الأنفية، أو حروف العلة الأنفية، كتلك الموجودة في اللغة الفرنسية. تُعرف هذه المساحة الرنانة الرئيسية، الممتدة من أعلى الطيات الصوتية إلى الشفتين، باسم المسار الصوتي. يشعر العديد من مستخدمي الصوت بأحاسيس في الجيوب الأنفية قد تُفهم خطأً على أنها رنين. ومع ذلك، فإن هذه الأحاسيس ناتجة عن اهتزازات الجهاز العصبي الودي، وهي نتيجة، وليست سببًا، للرنين الصوتي الفعال.

#### التعبير

أماكن النطق (السلبية والفعالة):
1. الشفوية الخارجية، 2. الشفوية الداخلية، 3. السنخية، 4. السنخية، 5. السنخية الخلفية، 6. أمام الحنك، 7. الحنك، 8. الحنكية، 9. اللهاة، 10. البلعومية، 11. الحنك، 12. لسان المزمار، 13. الجذرية، 14. الخلفية الظهرية، 15. الأمامية الظهرية، 16. الصفيحة، 17. القمية، 18. تحت القمية

النطق هو العملية التي يُشكّل بها الناتج المشترك بين الهزاز والمرنان أصواتًا كلامية واضحة من خلال التعديلات العضلية وحركات أعضاء النطق. تُؤدي هذه التعديلات وحركات أعضاء النطق إلى التواصل اللفظي، وبالتالي تُشكّل الفرق الجوهري بين الصوت البشري والآلات الموسيقية الأخرى. الغناء بدون كلمات مفهومة يُقيّد الصوت بالتواصل غير اللفظي. وفيما يتعلق بالعملية الفيزيائية للغناء، يميل مُدرّبو الصوت إلى التركيز بشكل أكبر على النطق النشط بدلًا من النطق السلبي. هناك خمسة أعضاء نطق نشطة أساسية: الشفة ("الحروف الساكنة الشفوية")، والجزء الأمامي المرن من اللسان ("الحروف الساكنة الإكليلية")، والجزء الأوسط/الخلفي من اللسان ("الحروف الساكنة الظهرية [الإنجليزية]")، وجذر اللسان مع لسان المزمار ("الحروف الساكنة البلعومية")، والمزمار ("الحروف الساكنة الحنجرية"). يمكن لهذه الأعضاء النطقية أن تعمل بشكل مستقل عن بعضها البعض، وقد تعمل عضوان أو أكثر معًا فيما يُسمى النطق المشترك. بخلاف النطق النشط، يُعد النطق السلبي سلسلة متصلة بلا حدود واضحة. تندمج المواضع اللسانية الشفوية وما بين الأسنان، وبين الأسنان والأسنان، والأسنانية والحنكية، والحنكية والحلقية، والحلقية واللهوية في بعضها البعض، وقد يُنطق حرف ساكن في مكان ما بين هذه المواضع.
بالإضافة إلى ذلك، عند استخدام مقدمة اللسان، قد يكون السطح العلوي أو شفرة اللسان هو الذي يلامسها ("الحروف الساكنة الصفيحية [الإنجليزية]")، أو طرف اللسان ("الحروف الساكنة القمية [الإنجليزية]")، أو السطح السفلي ("الحروف الساكنة تحت القمية [الإنجليزية]"). تندمج هذه المواضع أيضًا في بعضها البعض دون حدود واضحة.

#### تفسير
يُدرج مُعلّمو الصوت أحيانًا التفسير كعملية فيزيائية خامسة، مع أنه ليس عملية فيزيائية بالمعنى الدقيق للكلمة. والسبب في ذلك هو أن التفسير يؤثر على نوع الصوت الذي يُصدره المُغنّي، والذي يتحقق في النهاية من خلال حركة جسدية يقوم بها. مع أن المُعلّمين قد يُعرّفون طلابهم بالأنماط الموسيقية وممارسات الأداء، ويقترحون بعض التأثيرات التفسيرية، إلا أن مُعظم مُعلّمي الصوت يُجمعون على أن التفسير لا يُمكن تعليمه. فالطلاب الذين يفتقرون إلى الخيال الإبداعي الفطري والحس الجمالي لا يُمكنهم تعلّمه من شخص آخر. إن عدم إتقان التفسير ليس عيبًا صوتيًا، مع أنه قد يُؤثر بشكل كبير على الصوت.

#### تصنيف الأصوات الصوتية
تُقسّم الأصوات المنطوقة إلى فئتين أساسيتين: حروف العلة والحروف الساكنة، مع تنوّع واسع من التصنيفات الفرعية. يقضي مُعلّمو الصوت وطلابه المتمرسون وقتًا طويلًا في دراسة كيفية تشكيل الصوت للحروف الساكنة والحروف المتحركة، ودراسة المشاكل التي قد تُسبّبها بعض الحروف الساكنة أو حروف العلة أثناء الغناء. ويُستخدم الأبجدية الصوتية الدولية بكثرة من قِبَل مُعلّمي الصوت وطلابهم.

#### مشاكل في وصف الأصوات المنطوقة
يُعد وصف الصوت المنطوق علمًا غير دقيق، ويعود ذلك إلى حد كبير إلى أن الصوت البشري آلة مستقلة. ولأن الآلة الصوتية داخلية، فإن قدرة المغني على رصد الصوت الناتج تُعقّدها الاهتزازات التي تنتقل إلى الأذن عبر قناة استاكيوس (القناة السمعية) والهياكل العظمية للرأس والرقبة. بمعنى آخر، يسمع معظم المغنين شيئًا مختلفًا في آذانهم/رؤوسهم عما يسمعه الشخص الذي يستمع إليهم. ونتيجة لذلك، غالبًا ما يُركز مُعلّمو الصوت بشكل أقل على كيفية "الصوت" وأكثر على كيفية "الشعور به". تُعدّ الأحاسيس الاهتزازية الناتجة عن عمليتي النطق والرنين المترابطتين، والأحاسيس الحركية الناتجة عن شد العضلات والحركة ووضعية الجسم والوزن، بمثابة دليل للمغني على الإنتاج الصوتي الصحيح.
تكمن مشكلة أخرى في وصف الصوت المنطوق في المفردات الصوتية نفسها. فهناك العديد من المدارس الفكرية في علم أصول التدريس الصوتي، وقد اعتمدت مدارس مختلفة مصطلحات مختلفة، أحيانًا من تخصصات فنية أخرى. أدى هذا إلى استخدام العديد من المصطلحات الوصفية للصوت، والتي لا تُفهم دائمًا على أنها تعني الشيء نفسه. من المصطلحات المستخدمة أحيانًا لوصف جودة الصوت: دافئ، أبيض، داكن، فاتح، مستدير، أشعث، منتشر، مُركز، مُغطى، مُبتلع، أمامي، رنين، همهمة، ثغاء، هش، ناعم، كمثري الشكل، وما إلى ذلك.

#### محاذاة الجسم
تؤدي عملية الغناء على أكمل وجه عند توفر ظروف بدنية معينة للجسم. يمكن أن تتأثر القدرة على دخول الهواء وخروجه بحرية والحصول على الكمية المطلوبة منه بشكل كبير بمحاذاة الجسم لأجزاء مختلفة من آلية التنفس. فوضعية الصدر الغائرة تحد من سعة الرئتين، كما أن توتر جدار البطن يعيق حركة الحجاب الحاجز للأسفل. يسمح المحاذاة الجيدة للجسم لآلية التنفس بأداء وظيفتها الأساسية بكفاءة دون أي استهلاك مفرط للطاقة. كما تُسهّل المحاذاة الجيدة للجسم بدء النطق وضبط الرنانات، حيث تمنع المحاذاة الصحيحة أي توتر غير ضروري في الجسم. وقد لاحظ مدربو الصوت أيضًا أن المغنين الذين يتخذون محاذاة جيدة لأجسامهم غالبًا ما يمنحهم شعورًا أكبر بالثقة والاتزان أثناء الأداء. كما يميل الجمهور إلى الاستجابة بشكل أفضل للمغنيين ذوي المحاذاة الجيدة لأجسامهم. كما أن المحاذاة الجيدة للجسم تُحسّن في نهاية المطاف الصحة العامة للجسم من خلال تحسين الدورة الدموية ومنع التعب والإجهاد.

#### التنفس ودعم التنفس
يبدأ الغناء بالتنفس. تُنتج جميع الأصوات الصوتية عن اهتزازات في الحنجرة ناتجة عن هواء الرئتين. التنفس في الحياة اليومية وظيفة جسدية لا شعورية تحدث بشكل طبيعي؛ ومع ذلك، يجب على المغني التحكم في شهيق وزفيره لتحقيق أقصى استفادة من صوته.
يتكون التنفس الطبيعي من ثلاث مراحل: فترة الشهيق، وفترة الزفير، وفترة الراحة أو التعافي؛ وعادةً يُّتحكم في هذه المراحل بوعي. في الغناء، هناك أربع مراحل للتنفس:
1. فترة الشهيق (الشهيق)
2. فترة ضبط التحكم (التعليق)
3. فترة الزفير المتحكم (النطق)
4. فترة التعافي

يجب أن تكون هذه المراحل تحت سيطرة المغني الواعية حتى تصبح ردود فعل مشروطة. يتخلى العديد من المغنيين عن التحكم الواعي قبل أن تتشكل ردود أفعالهم بشكل كامل، مما يؤدي في النهاية إلى مشاكل صوتية مزمنة.

### تصنيف الصوت
في الموسيقى الكلاسيكية الأوروبية والأوبرا، تُعامل الأصوات كآلات موسيقية. يجب على الملحنين الذين يكتبون الموسيقى الصوتية أن يكونوا على دراية بمهارات المطربين ومواهبهم وخصائصهم الصوتية. تصنيف الأصوات هو العملية التي تُقيّم من خلالها أصوات الغناء البشرية، ومن ثم تُصنّف ضمن أنواع الأصوات. تشمل هذه الصفات، على سبيل المثال لا الحصر: المدى الصوتي والوزن الصوتي [الإنجليزية] وكثافة الصوت [الإنجليزية] وجرس الصوت ونقاط الانتقال الصوتي [الإنجليزية] مثل الفواصل والرفعات داخل الصوت. ومن الاعتبارات الأخرى الخصائص الفيزيائية، ومستوى الكلام، والاختبارات العلمية، وتسجيل الصوت [الإنجليزية]. تطور علم تصنيف الأصوات في الموسيقى الكلاسيكية الأوروبية، وكان بطيئًا في التكيف مع أشكال الغناء الحديثة. غالبًا ما يُستخدم تصنيف الأصوات في الأوبرا لربط الأدوار المحتملة بالأصوات المحتملة. توجد حاليًا العديد من الأنظمة المختلفة المستخدمة في الموسيقى الكلاسيكية، بما في ذلك: نظام فاخ [الإنجليزية] الألماني ونظام الموسيقى الكورالية، من بين العديد من الأنظمة الأخرى. لا يوجد نظام مطبق أو مقبول عالميًا.

ومع ذلك، تعترف معظم أنظمة الموسيقى الكلاسيكية بسبع فئات رئيسية مختلفة من الأصوات. تُقسّم النساء عادةً إلى ثلاث فئات: السوبرانو، والميزو-سوبرانو، والكونترالتو. ويُقسّم الرجال عادةً إلى أربع فئات: الكاونترتينور، والتينور، والباريتون، والباس. وعند النظر إلى أصوات الأطفال، يُمكن تطبيق مصطلح ثامن، وهو التريبل [الإنجليزية]. يوجد ضمن كل فئة من هذه الفئات الرئيسية عدة فئات فرعية تُحدد صفات صوتية مُحددة مثل سهولة الكولوراتورا [الإنجليزية] والوزن الصوتي للتمييز بين الأصوات.
في الموسيقى الكورالية، تُقسّم أصوات المُغنّين فقط على أساس النطاق الصوتي. تُقسّم الموسيقى الكورالية عادةً الأجزاء الصوتية إلى أصوات عالية ومنخفضة لكل جنس (SATB). ونتيجةً لذلك، يُتيح الوضع الكورالي النموذجي العديد من فرص حدوث سوء تصنيف. بما أن معظم الناس لديهم أصوات متوسطة، فيجب تخصيص جزء لهم إما مرتفع جدًا أو منخفض جدًا بالنسبة لهم؛ يجب أن يُغني الميزو-سوبرانو سوبرانو أو ألتو، ويجب أن يُغني الباريتون تينور أو باس. قد يُشكّل أيٌّ من الخيارين مشاكل للمغني، ولكن بالنسبة لمعظم المغنين، فإنّ مخاطر الغناء بمستوى صوت منخفض جدًا أقلّ من الغناء بمستوى صوت مرتفع جدًا.
في الأشكال الموسيقية المعاصرة (التي يُشار إليها أحيانًا بالموسيقى التجارية المعاصرة [الإنجليزية])، يُصنّف المغنون حسب أسلوبهم الموسيقي، مثل الجاز، والبوب، والبلوز، والسول، والكانتري، والفولك، والروك. لا يوجد حاليًا نظام تصنيف صوتي رسمي ضمن الموسيقى غير الكلاسيكية. بُذلت محاولات لاعتماد مصطلحات خاصة بأنواع الصوت الكلاسيكي على أشكال غناء أخرى، إلا أنّ هذه المحاولات قوبلت بالجدل. طُّورت تصنيفات الصوت على أساس أنّ المغني سيستخدم تقنية صوتية كلاسيكية ضمن نطاق مُحدّد باستخدام إنتاج صوتي غير مُضخّم (بدون ميكروفونات). ونظرًا لأنّ الموسيقيين المعاصرين يستخدمون تقنيات صوتية مُختلفة، وميكروفونات، ولا يُجبرون على أداء دور صوتي مُحدّد، فإنّ استخدام مصطلحات مثل السوبرانو، والتينور، والباريتون، وما إلى ذلك، قد يكون مُضلّلًا أو حتى غير دقيق.

### مخاطر التعرف السريع
يُحذّر العديد من مُعلّمي الصوت من مخاطر التحديد السريع. فالاهتمام المُبكّر بالتصنيف قد يُؤدّي إلى سوء التصنيف، مع كلّ ما يصاحبه من مخاطر. يقول فينارد:
"لا أشعر أبدًا بأيّ إلحاحٍ تجاه تصنيف طالبٍ مُبتدئ. فقد ثَبُتَ خطأ العديد من التشخيصات المُبكّرة، وقد يكون الاستمرار في السعي لتحقيق هدفٍ غير مُختار ضارًا للطالب ومُحرجًا للمُعلّم. من الأفضل البدء من منتصف الصوت والعمل صعودًا وهبوطًا حتى يُصنّف الصوت نفسه."
يعتقد مُعظم مُعلّمي الصوت أنّه من الضروريّ إرساء عادات صوتية جيّدة ضمن نطاقٍ مُحدّد ومريح قبل محاولة تصنيف الصوت. عندما تُصبح تقنيات الوضعية، والتنفس، والنطق، والرنين، والنطق مُتجذّرة في هذا النطاق المُريح، ستظهر الجودة الحقيقية للصوت، ويُمكن استكشاف الحدود العليا والسفلى للنطاق بأمان. عندها فقط يُمكن التوصّل إلى تصنيفٍ مُؤقّت، ويمكن تعديله مع استمرار تطوّر الصوت. يقترح العديد من مدربي الصوت المشهورين أن يبدأ المعلمون بافتراض أن الصوت متوسط حتى يثبت العكس. والسبب في ذلك أن غالبية الأفراد يمتلكون أصواتًا متوسطة، وبالتالي فإن هذا النهج أقل عرضة للتصنيف الخاطئ أو الإضرار بالصوت.

### التسجيل الصوتي
يشير التسجيل الصوتي إلى نظام التسجيلات الصوتية في الصوت البشري. التسجيل الصوتي هو سلسلة محددة من النغمات، تُنتج بنفس النمط الاهتزازي للطيات الصوتية، وتتمتع بنفس الجودة. تنشأ التسجيلات الصوتية من وظيفة الحنجرة، وتحدث لأن الطيات الصوتية قادرة على إنتاج أنماط اهتزازية مختلفة. يظهر كل نمط اهتزازي ضمن نطاق معين من النغمات، ويُنتج أصواتًا مميزة معينة. قد يكون مصطلح التسجيل الصوتي مُربكًا بعض الشيء، إذ يشمل جوانب متعددة من الصوت البشري. يمكن استخدام مصطلح التسجيل الصوتي للإشارة إلى أي مما يلي:
- جزء معين من المدى الصوتي، مثل النطاقات العليا أو الوسطى أو السفلى.
- منطقة رنين مثل صوت الصدر [الإنجليزية] أو صوت الرأس [الإنجليزية]
- عملية نطقية
- جرس صوتي معين
- منطقة من الصوت تُحددها أو تُحددها فواصل صوتية.
- مجموعة فرعية من اللغة تُستخدم لغرض معين أو في سياق اجتماعي معين.

في علم اللغويات، لغة السجل هي لغة تجمع بين نطق النغمة [الإنجليزية] والحروف المتحركة في نظام صوتي واحد.
في علم أمراض النطق واللغة، يتكون مصطلح السجل الصوتي من ثلاثة عناصر أساسية: نمط اهتزازي معين للطيات الصوتية، وسلسلة معينة من النغمات، ونوع معين من الصوت. يُحدد أخصائيو أمراض النطق أربعة سجلات صوتية بناءً على فسيولوجيا وظيفة الحنجرة: سجل القلي الصوتي [الإنجليزية]، والسجل النمطي [الإنجليزية]، وسجل الفالسيتو [الإنجليزية]، وسجل الصفير [الإنجليزية]. ويتبنى هذا الرأي أيضًا العديد من معلمي الغناء.
ومع ذلك، يُنظم بعض معلمي الصوت السجلات بشكل مختلف. هناك أكثر من اثني عشر تركيبًا مختلفًا للمستويات الصوتية المستخدمة في هذا المجال. ويعود الالتباس القائم حول ماهية المستوى وعدد المستويات الصوتية، جزئيًا إلى ما يحدث في المستوى النمطي عندما يغني الشخص من أدنى درجات ذلك المستوى إلى أعلى درجاته. يتحدد تردد اهتزاز الطيات الصوتية بطولها وشدها وكتلتها. فمع ارتفاع درجة الصوت، تطول الطيات الصوتية ويزداد شدها ويقل سمكها. بمعنى آخر، تكون هذه العوامل الثلاثة في حالة تغير مستمر عند الانتقال من أدنى النغمات إلى أعلاها.
إذا حافظ المغني على ثبات أي من هذه العوامل وتداخل مع حالة التغير التدريجي، فإن وظيفة حنجرته تميل إلى الثبات، وفي النهاية تحدث فجوات مع تغيرات واضحة في جودة النغمة. غالبًا ما تُعرف هذه الفجوات بحدود المستويات أو مناطق انتقالية بين المستويات. ويُسمى التغيير أو الفجوات المميزة بين المستويات باساجيو [الإنجليزية] أو بونتيسيلو [الإنجليزية]. يُعلّم مُدرّسو الصوت أنّه بالدراسة، يُمكن للمُغنّي الانتقال بسهولة من مستوى إلى آخر بنبرة مُتسقة. بل يُمكن أن تتداخل المستويات أثناء الغناء. عادةً ما يُساعد المُدرّسون الذين يُفضّلون استخدام نظرية "دمج المستويات" الطلاب على الانتقال من مستوى إلى آخر بإخفاء "الرفع" (حيث يتغير الصوت).
ومع ذلك، يُعارض العديد من مُدرّسي الصوت هذا التمييز بين الحدود، مُعزين هذه الانقطاعات إلى مشاكل صوتية ناجمة عن تعديل ثابت للحنجرة لا يسمح بحدوث التغييرات اللازمة. وقد أثّر هذا الاختلاف في الرأي على اختلاف وجهات النظر حول التسجيل الصوتي.

### تنسيق
الغناء فعل متكامل ومنسق، ويصعب مناقشة أيٍّ من المجالات والعمليات التقنية دون ربطها بالآخرين. على سبيل المثال، لا يُفهم النطق إلا عند ارتباطه بالتنفس؛ إذ تؤثر المخارج على الرنين؛ وتؤثر الرنانات على الطيات الصوتية؛ وتؤثر الطيات الصوتية على التحكم في التنفس؛ وهكذا. غالبًا ما تنجم مشاكل الصوت عن خلل في أحد أجزاء هذه العملية المنسقة، مما يدفع معلمي الصوت إلى التركيز بشكل مكثف على جانب واحد من العملية مع طلابهم حتى يُحل هذا الخلل. ومع ذلك، فإن بعض جوانب فن الغناء تعتمد بشكل كبير على وظائف منسقة، مما يجعل من الصعب مناقشتها تحت عنوان تقليدي مثل النطق أو الرنين أو النطق أو التنفس.
بمجرد أن يدرك طالب الصوت العمليات الفيزيائية التي تُشكل فعل الغناء وكيفية عملها، يبدأ الطالب بمحاولة تنسيقها. حتمًا، سيُصبح الطلاب والمعلمون أكثر اهتمامًا بمجال من التقنية من غيره. قد تتطور العمليات المختلفة بمعدلات مختلفة، مما يؤدي إلى اختلال التوازن أو نقص التنسيق. ويبدو أن مجالات التقنية الصوتية التي تعتمد بشكل كبير على قدرة الطالب على تنسيق الوظائف المختلفة هي:
1. توسيع المدى الصوتي إلى أقصى إمكاناته
2. تطوير إنتاج صوتي متسق بجودة صوتية ثابتة
3. تطوير المرونة وخفة الحركة
4. تحقيق اهتزاز متوازن

#### تطوير صوت الغناء
يرى البعض أن الغناء ليس عملية طبيعية، بل هو مهارة تتطلب ردود فعل عضلية متطورة للغاية، بينما يرى آخرون أن بعض طرق الغناء يمكن اعتبارها طبيعية. لا يتطلب الغناء قوة عضلية كبيرة، ولكنه يتطلب درجة عالية من التنسيق العضلي. يمكن للأفراد تطوير أصواتهم بشكل أكبر من خلال الممارسة الدقيقة والمنهجية لكل من الأغاني والتمارين الصوتية. يوجه معلمو الصوت طلابهم إلى ممارسة أصواتهم بطريقة ذكية. يجب على المغنين التفكير باستمرار في نوع الصوت الذي يصدرونه ونوع الأحاسيس التي يشعرون بها أثناء الغناء.

#### ممارسة صوت الغناء
هناك عدة أهداف لتمارين الصوت، منها:
1. إحماء الصوت
2. توسيع النطاق الصوتي
3. "تنظيم" الصوت أفقيًا ورأسيًا
4. اكتساب تقنيات صوتية مثل الربط والستاكاتو، والتحكم في الديناميكيات، والتشكيلات السريعة، وتعلم الغناء براحة لفترات طويلة، وتصحيح الأخطاء الصوتية

#### توسيع النطاق الصوتي
من أهم أهداف تطوير الصوت تعلم الغناء بأقصى حدوده الطبيعية دون أي تغييرات غير مرغوب فيها في الجودة أو التقنية. يُعلّم مُدرّبو الصوت أن المغني لا يُمكنه تحقيق هذا الهدف إلا عندما تعمل جميع العمليات الجسدية المُشاركة في الغناء (مثل حركة الحنجرة، ودعم التنفس، وضبط الرنين، والحركة النطقية) بفعالية معًا. يعتقد مُعظم مُدرّبي الصوت أن الخطوة الأولى في تنسيق هذه العمليات هي ترسيخ عادات صوتية جيدة في النطاق الصوتي الأكثر راحةً، ثم توسيع النطاق تدريجيًا إلى ما بعد ذلك.
هناك ثلاثة عوامل تُؤثّر بشكل كبير على القدرة على الغناء بمستويات أعلى أو أقل:
1. عامل الطاقة - في هذا الاستخدام، لكلمة "طاقة" دلالات مُتعددة. فهي تُشير إلى الاستجابة الكلية للجسم لإصدار الصوت، وتُشير إلى العلاقة الديناميكية بين عضلات الشهيق وعضلات الزفير، والمعروفة باسم آلية دعم التنفس. كما تُشير إلى مقدار ضغط التنفس المُوجّه إلى الطيات الصوتية ومقاومتها لهذا الضغط، وتُشير إلى المستوى الديناميكي للصوت.
2. عامل المساحة - يشير هذا المصطلح إلى مقدار المساحة التي تُحدثها حركة الفم وموضع الحنك والحنجرة. وبشكل عام، ينبغي أن يكون فم المغني مفتوحًا على مصراعيه كلما ارتفع صوته. ويمكن توسيع المساحة الداخلية أو موضع الحنك الرخو والحنجرة من خلال استرخاء الحلق. وكثيرًا ما يصف معلمو الصوت هذا الشعور بأنه "بداية التثاؤب".
3. عامل العمق - في هذا الاستخدام، تحمل كلمة "العمق" دلالتين. فهي تشير إلى الإحساس الجسدي الفعلي بالعمق في الجسم والآلية الصوتية، وتشير إلى المفاهيم العقلية للعمق فيما يتعلق بجودة النغمة.

يقول ماكيني: "يمكن التعبير عن هذه العوامل الثلاثة بثلاث قواعد أساسية:
1. كلما ارتفع صوتك، يجب أن تستخدم طاقة أكبر؛ وكلما انخفض صوتك، يجب أن تستخدم طاقة أقل.
2. كلما ارتفع صوتك، يجب أن تستخدم مساحة أكبر؛ وكلما انخفض صوتك، يجب أن تستخدم طاقة أقل.
3. كلما ارتفع صوتك، يجب أن تستخدم عمقًا أكبر؛ وكلما انخفض صوتك، يجب أن تستخدم طاقة أقل."[1]

#### دراسات الموسيقى العامة
يقضي بعض معلمي الصوت وقتًا في العمل مع طلابهم على المعارف والمهارات الموسيقية العامة، وخاصةً النظرية الموسيقية، وتاريخ الموسيقى، والأنماط والممارسات الموسيقية المتعلقة بالأدب الصوتي قيد الدراسة. وإذا لزم الأمر، قد يخصصون وقتًا لمساعدة طلابهم على تحسين قراءتهم للأصوات، وغالبًا ما يعتمدون على أسلوب الصولفيج، الذي يُخصص مقاطع لفظية معينة لنوتات السلم الموسيقي.

#### مهارات وممارسات الأداء
بما أن الغناء فنٌّ أدائي، يُخصّص مُعلّمو الصوت وقتًا كافيًا لإعداد طلابهم للأداء. يشمل ذلك تعليمهم آداب السلوك على المسرح، كالانحناء، وتعلّم كيفية إدارة رهبة المسرح، ومعالجة مشاكل مثل التشنجات العصبية، واستخدام معدات مثل الميكروفونات. قد يستعد بعض الطلاب أيضًا للعمل في مجال الأوبرا أو المسرح الموسيقي، حيث تتطلب مهارات التمثيل. يُخصّص العديد من مُعلّمي الصوت وقتًا كافيًا لتدريب الطلاب في هذه المجالات على تقنيات التمثيل والتواصل مع الجمهور. كما يُمضي طلاب الأوبرا وقتًا طويلًا مع مُعلّمي الصوت لتعلّم نطق اللغات الأجنبية.